# Ціна швидких секунд
«Ціна швидких секунд» (рос. «Цена быстрых секунд») — радянський художній фільм про спорт 1971 року, знятий на кіностудії «Мосфільм».

## Сюжет
Герої широкоформатного фільму — ковзаняри. У сценах змагань — чемпіони та призери першостей СРСР, світу, Європи та Олімпійських ігор: Антс Антсон, Ірина Єгорова, Віктор Косичкін, Валентина Стеніна.

## У ролях
- Олександр Бєлявський — Олег Воробйов, тренер; розважливий егоїст
- Валентина Малявіна — Інна Ромашова
- Ліліана Альошнікова — Соня Крилова, рекордсменка в бігу на ковзанах
- Олена Рябінкіна — Таня, балерина, колишня кохана Олега
- Володимир Гусєв — епізод
- Валентин Абрамов — епізод
- Володимир Маренков — епізод
- Ігор Окрепілов — епізод
- Лев Поляков — епізод
- Сергій Присєлков — епізод
- Володимир Самойлов — Сергій Санін
- Михайло Семенов — епізод
- Володимир Тикке — епізод
- Володимир Ферапонтов — епізод
- Геннадій Юдін — Тихон Трошин

## Знімальна група
- Режисер — Володимир Чеботарьов
- Сценаристи — Володимир Чеботарьов, Едгар Смирнов, Анатолій Юсін
- Оператор — Юрій Гантман
- Композитор — Олександр Флярковський
- Художник — Микола Усачов